# Giangaleazzo Correggio Visconti
Giangaleazzo Correggio Visconti va ser fill de Niccolò II Correggio. Va succeir al seu pare el 1508 com a comte sobirà de Correggio i del Sacre Imperi Romà i senyor de Campagnola, Rossena i Fabbrico.
Es va casar el 1504 amb Ginevra Rangoni i va morir el 1517 sense fills. Va deixar hereves per testament a les seves germanes casades, però l'emperador va anul·lar el testament el 1551.